# Liste der Baudenkmäler in Maitenbeth

Innenraum von St. Agatha in Maitenbeth

Auf dieser Seite sind die Baudenkmäler in der oberbayerischen Gemeinde Maitenbeth zusammengestellt. Diese Tabelle ist eine Teilliste der Liste der Baudenkmäler in Bayern. Grundlage ist die Bayerische Denkmalliste, die auf Basis des Bayerischen Denkmalschutzgesetzes vom 1. Oktober 1973 erstmals erstellt wurde und seither durch das Bayerische Landesamt für Denkmalpflege geführt wird. Die folgenden Angaben ersetzen nicht die rechtsverbindliche Auskunft der Denkmalschutzbehörde.

## Baudenkmäler nach Ortsteilen

### Maitenbeth
| Lage                       | Objekt                | Beschreibung | Akten-Nr.    | Bild           |
| -------------------------- | --------------------- | --- | ------------ | -------------- |
| Haager Straße 4 (Standort) | Katholische Pfarrhaus | Zweigeschossiger Putzbau mit Walmdach, erbaut 1848. | D-1-83-126-2 | weitere Bilder |
| Kapellenweg 10 (Standort)  | Wegkapelle            | Kleiner offener Satteldachbau, zweite Hälfte 18. Jahrhundert. | D-1-83-126-1 | Wegkapelle     |
| Kirchplatz 1 (Standort)    | St. Agatha            | Katholische Pfarrkirche, barocker kreuzförmiger Wandpfeilersaal mit Westturm, geweiht 1711, Ostteil mit zwei Kapellen um 1870 in neuromanischen Formen angebaut; mit Ausstattung.                                | D-1-83-126-3 | weitere Bilder |
| Kirchplatz 7 (Standort)    | Bauernhaus            | Bauernhaus mit Blockbau-Obergeschoss, Traufschrot und kleiner Hochlaube, zweite Hälfte 18. Jahrhundert; hakenförmig angeschlossener Wirtschaftsteil, 18./19. Jahrhundert. Siehe auch: Denkmalschutzmedaille 2018 | D-1-83-126-4 | weitere Bilder |

### Weitere Ortsteile
| Lage                                    | Objekt                                        | Beschreibung | Akten-Nr.     | Bild                                          |
| --------------------------------------- | --------------------------------------------- | --- | ------------- | --------------------------------------------- |
| Barthub 1 (Standort)                    | Stadel eines ehemaligen Dreiseithofs          | Ständerbohlenstadel mit Flachsatteldach, Bundwerk mit Aussägearbeiten und eingebautem Blockbau-Getreidekasten, zweite Hälfte 18. Jahrhundert und zweite Hälfte 16. Jahrhundert. | D-1-83-126-5  | Stadel eines ehemaligen Dreiseithofs          |
| Bräustätt 1 (Standort)                  | Stadel                                        | Paralleler Flachdachsattelbau mit Bundwerk und Riegelständerwand, zweites Viertel 19. Jahrhundert, teilweise mit modernem massivem Erdgeschoss. | D-1-83-126-6  | Stadel                                        |
| Dichtldorn 1 (Standort)                 | Wohnteil des erneuerten Hakenhofes            | Zweigeschossiger Frackdachbau mit Blockbau-Obergeschoss, Traufschrot und Giebelbundwerk, zweite Hälfte 18. Jahrhundert. | D-1-83-126-7  | Wohnteil des erneuerten Hakenhofes            |
| Haslach 4 (Standort)                    | Ehemaliges Bauernhaus                         | Zweigeschossiger erneuerter Blockbau mit Flachsatteldach und Giebelbundwerk, wohl erste Hälfte 18. Jahrhundert, mit modernem Anbau. | D-1-83-126-10 | weitere Bilder                                |
| Heilbrunn 2 (Standort)                  | Wohnteil eines Bauernhauses                   | Zweigeschossiger Flachsatteldachbau mit zum Teil verschaltem Bundwerkgiebel und Blockbau-Kniestock, um 1745. | D-1-83-126-11 | Wohnteil eines Bauernhauses                   |
| Hennezogl 1 (Standort)                  | Mitterstallbau                                | Zweigeschossiger Flachsatteldachbau mit Blockbau-Kniestock, Bundwerkoberteil und Bundwerkgiebel am Wirtschaftsteil, erste Hälfte 19. Jahrhundert. | D-1-83-126-12 | weitere Bilder                                |
| Honau 1 (Standort)                      | Bauernhaus                                    | Zweigeschossiger Flachsatteldachbau mit Bundwerk am Wirtschaftsteil und Ostgiebel, zweites Viertel 19. Jahrhundert. | D-1-83-126-13 | Bauernhaus                                    |
| Honau (Standort)                        | Stallstadel                                   | Flachsatteldachstadel mit massivem Stallteil und Bundwerk, im Kern 18./19. Jahrhundert. | D-1-83-126-14 | BW                                            |
| Kramerberg 2 (Standort)                 | Bauernhaus eines ehemaligen Parallelhofs      | Zweigeschossiger Flachsatteldachbau mit Kniestock, Putzgliederung und Bundwerk am Wirtschaftsteil, zweites Viertel 19. Jahrhundert. | D-1-83-126-16 | Bauernhaus eines ehemaligen Parallelhofs      |
| Lohen 4 (Standort)                      | Haufenhof                                     | Wohnteil eines Wohnstallhaus, zweigeschossiger Flachsatteldachbau mit Blockbau-Obergeschoss und Traufschrot, um 1800; Stallanbau, mächtiger Satteldachbau, 1927; Stadel, Flachsatteldachbau mit Bundwerk, Aussägearbeiten und integriertem Blockbau-Getreidekasten, um 1800; Backhaus, kleiner Putzbau mit Satteldach, um 1800; Windbrunnen, Stahlkonstruktion, 1910/20. | D-1-83-126-18 | weitere Bilder                                |
| Niesberg, Etzenfeld (Standort)          | Weilerkapelle                                 | Kleiner Satteldachbau mit Putzgliederung, um 1840; mit Ausstattung. | D-1-83-126-19 | Weilerkapelle                                 |
| Oed 6 (Standort)                        | Stattlicher Hakenhof                          | Ehemaliges Wohnstallhaus, zweigeschossiger Flachsatteldachbau mit Bundwerk am ehemaligen Stallteil, bezeichnet mit dem Jahr 1876; im Garten Zuhaus mit Doppel-Backofen, kleiner Krüppelwalmdachbau mit Putzgliederung, zweites Viertel 19. Jahrhundert. | D-1-83-126-20 | Stattlicher Hakenhof                          |
| Tegernbach 4 (Standort)                 | Stadel                                        | Paralleler Ständerbohlenstadel mit Flachsatteldach, Bundwerk und eingebautem Blockbau-Getreidekasten, 18. Jahrhundert. | D-1-83-126-21 | Stadel                                        |
| Tiefenmoos, Bräustätter Feld (Standort) | Wieskapelle                                   | Kapelle, kleiner offener Satteldachbau mit Giebelfresko und Putzgliederung, Ende 18. Jahrhundert, bezeichnet mit dem Jahr 1822; mit Ausstattung. | D-1-83-126-23 | weitere Bilder                                |
| Weinhub 1 (Standort)                    | Hakenhof mit Wohnhaus vom Typ Haager Querhaus | Wohnteil eines Wohnstallhauses, zweigeschossiger Flachsatteldachbau mit Obergeschoss-Blockbau, Giebelbundwerk und unverputzten Mischmauerwerk, Mitte 18. Jahrhundert; Stadel, Hakenstadel mit Flachsatteldach und Bundwerk, Mitte 19. Jahrhundert. | D-1-83-126-24 | Hakenhof mit Wohnhaus vom Typ Haager Querhaus |

## Ehemalige Baudenkmäler
In diesem Abschnitt sind Objekte aufgeführt, die früher einmal in der Denkmalliste eingetragen waren, jetzt aber nicht mehr. Objekte, die in anderem Zusammenhang also z. B. als Teil eines Baudenkmals weiter eingetragen sind, sollen hier nicht aufgeführt werden. Aktennummern in diesem Abschnitt sind ehemalige, jetzt nicht mehr gültige Aktennummern.

| Lage                         | Objekt   | Beschreibung | Akten-Nr.    | Bild           |
| ---------------------------- | -------- | --- | ------------ | -------------- |
| Haslach Haslach 3 (Standort) | Hakenhof | Wohnteil, zweigeschossiger Flachsatteldachbau mit Kniestock und Traufschrot, bezeichnet mit dem Jahr 1873; Stadel, Bundwerkstadel mit Flachsatteldach und Natursteinmauerwerk, drittes Viertel 19. Jahrhundert. | D-1-83-126-9 | weitere Bilder |